# 바르일란 대학교
바르일란 대학교(히브리어: אוניברסיטת בר-אילן, 영어: Bar-Ilan University)는 이스라엘 텔아비브구 라마트간에 위치한 공립 연구형 대학이다. 1955년에 설립된 바르일란 대학교는 이스라엘에서 두 번째로 큰 학술 대학 기관이다. 20,000명의 학생과 1,350명의 교수진을 보유하고 있다.
바르일란의 사명은 "유대교 전통과 현대 기술 및 학문을 융합하고 모든 학생들에게 유대교 유산을 가르치면서 학문적 교육을 제공하려는 대학의 노력"이다. 이 대학은 컴퓨터 과학, 공학, 공학 물리학 및 응용 물리학 분야에서 중동 최고 중 하나이다. 2024년에는 이스라엘 역사상 가장 큰 기부금 중 하나인 2억 6천만 달러를 대학에 기부했다.

## 역사
바르일란 대학교는 유대계 미국인 뿌리를 가지고 있다. 이 대학은 1950년 애틀랜타에서 열린 미국 미즈라히 조직 회의에서 구상되었으며, 미국 출신의 정통파 랍비이자 교육자인 핀호스 처긴 교수가 설립하였다. 그는 1955년부터 1957년까지 초대 총장을 역임하였으며, 그 뒤를 이어 요세프 룩스타인이 1957년부터 1967년까지 총장직을 맡았다.
대학교의 명칭은 그 설립에 영감을 준 종교 시온주의 지도자 랍비 메이르 바르일란 (본명 메이르 베를린)을 기리기 위해 명명되었다. 그는 바르일란의 정통파 신학교에서 교육을 받았으나, 세속 학문과 종교적 토라 연구를 병행하는 이중 교육과정을 제공하는 기관의 필요성을 믿었다.
바르일란 대학교의 학생 구성은 다양하며, 유대인뿐만 아니라 비유대인 학생들도 포함되어 있다.
이츠하크 라빈 전 총리를 암살한 범인 이갈 아미르는 바르일란 대학교에서 법학과 컴퓨터 과학을 전공한 학생이었으며, 이로 인해 해당 대학이 정치적 극단주의의 온상이 되었다는 비판을 받았다. 1995년 암살 사건 이후, 바르일란 대학교는 좌파 및 우파 성향의 학생들 간의 대화를 장려하는 등의 조치를 취하였다.
2008년, 바르일란 대학교 법학부는 졸업생들이 평균 81.9점이라는 이스라엘 변호사 시험 최고 평균 성적을 기록하며 언론의 주목을 받았다. 다니엘 헤르시코비츠는 2013년부터 2017년까지 바르일란 대학교 총장을 역임하였다.
2017년, 아리에 자반이 바르일란 대학교의 총장으로 선출되었다.
2024년 6월, 대학은 익명의 미국 기부자의 유산으로부터 2억 6천만 달러를 기부받았다. 이는 대학 역사상 가장 큰 유산이자 이스라엘 대학 역사상 두 번째로 큰 유산이다. 이 기부금은 과학과 기술, 특히 연구원 모집, 실험실 건설, 파트너십 구축을 위해 할당되었다.

## 학문
바르일란 대학교에는 정확한 과학, 생명 과학, 사회 과학, 교육, 인문학, 유대인 연구, 의학, 공학, 법학 등 9개의 학부가 있다. 또한 특별한 학제 간 연구 단위도 있다. 학부 수준에서는 모든 학생에게 유대인 연구 관련 과목 10개의 과정이 필요하다.
바르일란은 국제 학사 과정을 포함한 여러 특별 프로그램을 제공하며, 전적으로 영어로 가르치는 완전한 학부 과정을 제공하는 이스라엘 최초의 대학이다. 현재 학생들은 경제학, 정치학, 사회학의 거시적 트랙 또는 범죄학, 심리학, 사회학의 마이크로 트랙 또는 커뮤니케이션 전공 중 하나를 선택할 수 있으며, 영문학 또는 정치학의 부전공을 선택할 수 있다. 이 학위는 국제적으로 인정받고 있으며 전 세계 학생들에게 개방되어 있다.